# Невідворотне (книга)
Невідворотне — книга журналіста, футуролога і співзасновника Wired Кевіна Келлі Стала бестселером New York Times і Wall Street Journal, а у 2017 визнана найкращою бізнес-книжкою на тему інновацій за версією Amazon.

## Коротко про зміст
Аналізуючи тренди, що проявляються вже сьогодні, Кевін Келлі окреслює напрямки, у яких неминуче рухатиметься світ. Він виокремлює 12 невідворотних технологій, що визначатимуть глобальні тенденції розвитку. Автор прогнозує, що віртуальна реальність та штучний інтелект можуть стати незмінними супутниками повсякденного життя. На думку Кевіна Келлі, людям доведеться інакше комунікувати, навчатися, працювати й купувати.

## 12 технологій
- Становлення: перехід від фіксованих продуктів до постійного оновлення служб та підписок
- Інтелектуалізація: технології швидко навчаються, використовуючи дешевий потужний інтерфейс, який ми отримуємо від хмарних сховищ
- Потік: невпинні потокові сервіси в режимі реального часу для усього
- Зчитування: перетворення всіх поверхонь на екрани
- Доступ: зміна суспільства, де ми володіємо активами, до того, де ми завжди матимемо доступ до послуг
- Поширення: співпраця в масовому масштабі
- Фільтрування: інтенсивна персоналізація, щоб передбачити наші бажання
- Перемішування: відокремлення існуючих продуктів у їх найбільш примітивних частинах, а потім рекомбінація всіма можливими способами
- Взаємодія: занурення в наші комп'ютери, щоб максимізувати їх взаємодію
- Збір даних: впровадження тотального спостереження на користь громадян та споживачів
- Запитання: сприяння хорошим питанням, що набагато цінніші, ніж хороші відповіді
- Початок: побудова планетарної системи, що з'єднує всіх людей та машин у глобальній матриці[2]